# Arda Turan
Arda Turan (n. 30 ianuarie 1987, Fatih, İstanbul, Turcia) este un fotbalist turc retras din activitate, care a jucat pe post de mijlocaș sau mijlocaș lateral la echipe ca Galatasaray, Barcelona și Atlético Madrid. Pe plan internațional, are prezențe la națională pentru Turcia U17⁠(d), Turcia U19⁠(d), Turcia U20⁠(d), Turcia U21⁠(d), Turcia, Turcia U16⁠(d) și Turcia U18⁠(d). După încheierea carierei, a devenit antrenor, și antrenează în prezent pe FC Șahtar Donețk.
În iulie 2008, Arda a fost clasat al optulea în topul „Cei mai buni 100 de tineri fotbaliști din lume” publicată în revista Don Balón din Spania.

## Cariera de club

### Galatasaray
Este un produs al clubului de fotbal Galatasaray, dar inițial el a ieșit la lumină atunci când a fost împrumutat pentru un an la Manisaspor în sezonul 2005-2006. A fost rechemat la începutul sezonului următor, de atunci devenind titular la prima echipă. În același timp a primit și prima convocare la prima reprezentativă a Turciei. Arda l-a impresionat foarte repede pe managerul Eric Gerets, cu performanțele sale în sezonul 2006-2007. După performanțele sale în calificările pentru Champions League care au condus Galatasaray în grupe, Arda a devenit un titular de drept al primei echipe.
Arda și-a continuat dezvoltarea în sezonul 2007-2008. În ciuda unui început de sezon mai slab, Arda și-a îmbunătățit performanțele înscriind în a doua parte a sezonului șapte goluri. A înscris un hat-trick împotriva lui Sivasspor pe 4 mai 2008. După jocul impresionant arătat în campionatul intern, Newcastle United a făcut o ofertă de 9 milioane de euro de a-l cumpăra pe Arda înainte de Euro 2008, dar președintele lui Galatasaray a respins oferta.
De la campionatul european și-au mai arătat interesul, AC Milan ,Juventus, Everton F.C. Arsenal și FC Bayern München, toate s-au arătat interesate de el.
Și-a anunțat retragerea din activitate în septembrie 2022.

## Cariera internațională
Arda este un titular obișnuit al Turciei, având deja peste 80 de convocări la echipa mare. Și-a făcut debutul în meciul cu Luxemburg, meci câștigat de turci cu 2-0. Primul gol l-a marcat într-un amical cu Uruguay pe data de 25 mai 2008.

## Euro 2008
Arda a apărut în nouă din cele douăsprezece meciuri din calificările pentru Euro 2008 jucând chiar și la turneu. A marcat trei goluri în timpul accederii echipei naționale turce spre semifinalele europeanului. Primul gol a fost marcat în minutul 92 împotriva Elveției, eliminând-o din competiție. Al doilea gol al competiției a venit în meciul cu Cehia, în care câștigătoarea va merge în sferturile de finală datorită clasamentului identic. Arda a înscris primul gol în minutul 75 învingându-l pe Petr Cech cu un șut pe jos, care a ajutat Turcia să câștige meciul. El a mai înscris un gol din penalty împotriva Croației ducând Turcia în semifinale.

## Statisticile carierei
La 10 mai 2015.

### Club

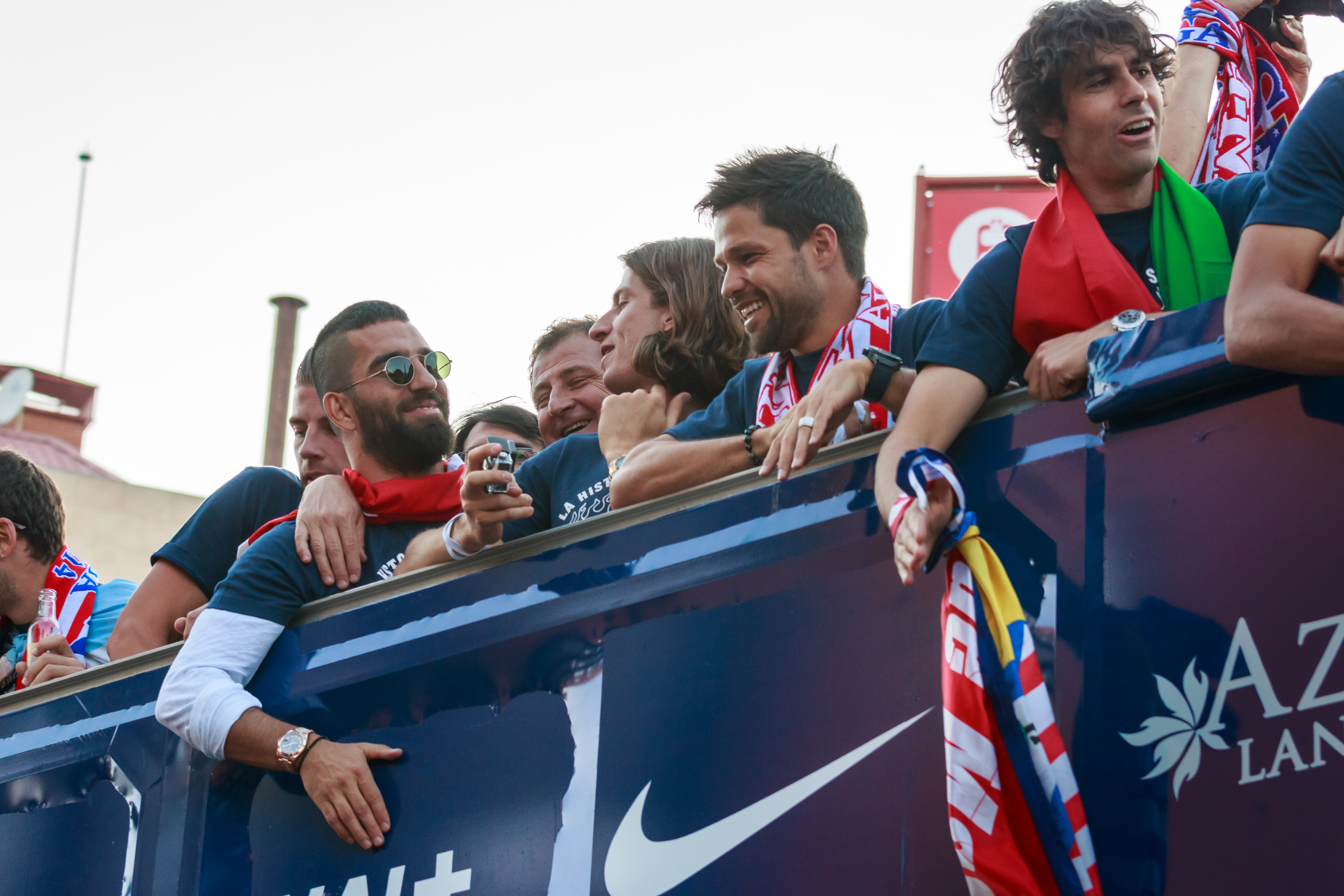
Arda (în ochelari de soare) la parada celebrării titlului cu Atlético în 2014

| Club                  | Sezon         | Campionat | Campionat | Cupă    | Cupă   | Europa  | Europa | Altele  | Altele | Total   | Total  |
| Club                  | Sezon         | Meciuri   | Goluri    | Meciuri | Goluri | Meciuri | Goluri | Meciuri | Goluri | Meciuri | Goluri |
| --------------------- | ------------- | --------- | --------- | ------- | ------ | ------- | ------ | ------- | ------ | ------- | ------ |
| Galatasaray           | 2004–05       | 1         | 0         | 1       | 0      | 0       | 0      | —       | —      | 2       | 0      |
| Galatasaray           | 2006–07       | 29        | 5         | 3       | 1      | 7       | 2      | 0       | 0      | 39      | 8      |
| Galatasaray           | 2007–08       | 30        | 7         | 7       | 0      | 7       | 1      | —       | —      | 44      | 8      |
| Galatasaray           | 2008–09       | 29        | 8         | 6       | 2      | 11      | 2      | 0       | 0      | 46      | 12     |
| Galatasaray           | 2009–10       | 29        | 7         | 6       | 4      | 12      | 0      | —       | —      | 47      | 11     |
| Galatasaray           | 2010–11       | 12        | 2         | 3       | 1      | 4       | 3      | —       | —      | 19      | 6      |
| Galatasaray           | Total         | 130       | 29        | 26      | 8      | 41      | 8      | 0       | 0      | 197     | 45     |
| Manisaspor (împrumut) | 2005–06       | 15        | 2         | 0       | 0      | —       | —      | —       | —      | 15      | 2      |
| Manisaspor (împrumut) | Total         | 15        | 2         | 0       | 0      | —       | —      | —       | —      | 15      | 2      |
| Atlético Madrid       | 2011–12       | 33        | 3         | 0       | 0      | 12      | 2      | —       | —      | 45      | 5      |
| Atlético Madrid       | 2012–13       | 32        | 5         | 7       | 0      | 2       | 0      | —       | —      | 41      | 5      |
| Atlético Madrid       | 2013–14       | 30        | 3         | 5       | 2      | 9       | 4      | 2       | 0      | 46      | 9      |
| Atlético Madrid       | 2014–15       | 32        | 2         | 4       | 0      | 10      | 1      | 0       | 0      | 46      | 3      |
| Atlético Madrid       | Total         | 127       | 13        | 16      | 2      | 33      | 7      | 2       | 0      | 178     | 22     |
| Barcelona             | 2015–16       | 0         | 0         | 0       | 0      | 0       | 0      | 0       | 0      | 0       | 0      |
| Barcelona             | Total         | 0         | 0         | 0       | 0      | 0       | 0      | 0       | 0      | 0       | 0      |
| Total carieră         | Total carieră | 272       | 44        | 42      | 10     | 74      | 15     | 2       | 0      | 390     | 69     |

1. 1 2 3  Toate aparițiile în UEFA Champions League
2. ↑  Toate aparițiile în Cupa UEFA
3. ↑  Două apariții în UEFA Champions League, nouă apariții și două goluri în Cupa UEFA
4. 1 2 3 4  Toate aparițiile în Europa League
5. ↑  Toate aparițiile în Supercupa Spaniei

### Internațional
La 15 iunie 2015.
| Turcia | Turcia  | Turcia |
| An     | Meciuri | Goluri |
| ------ | ------- | ------ |
| 2006   | 5       | 0      |
| 2007   | 9       | 0      |
| 2008   | 12      | 4      |
| 2009   | 9       | 1      |
| 2010   | 7       | 5      |
| 2011   | 8       | 2      |
| 2012   | 11      | 0      |
| 2013   | 10      | 1      |
| 2014   | 7       | 0      |
| 2015   | 3       | 1      |
| Total  | 81      | 14     |

### Goluri internaționale
| 1.                         | 25 mai 2008       | Bochum, Germania | Uruguay               | 1–0 | 2–3 | Meci amical                                            |
| 2.                         | 11 iunie 2008     | Basel, Elveția   | Elveția               | 1–2 | 1–2 | Campionatul European de Fotbal 2008                    |
| 3.                         | 15 iunie 2008     | Geneva, Elveția  | Cehia                 | 1–2 | 3–2 | Campionatul European de Fotbal 2008                    |
| 4.                         | 11 octombrie 2008 | Istanbul, Turcia | Bosnia și Herțegovina | 1–1 | 2–1 | Calificările pentru Campionatul Mondial de Fotbal 2010 |
| Actualizat la 5 iunie 2009 |                   |                  |                       |     |     |                                                        |

## Palmares

### Club
Galatasaray
- Süper Lig: 2007–08
- Türkiye Kupası: 2004–05
- Süper Kupa: 2008

Atlético Madrid
- La Liga: 2013–14[14]
- Copa del Rey: 2012–13[15]
- Supercopa de España: 2014
- UEFA Europa League: 2011–12[16]
- Supercupa Europei: 2012[17]

### Națională
Turcia
- Campionatul European de Fotbal 2008: Semifinalist

### Individual
- Fotbalistul turc al anului: 2008, 2009, 2014
- Atletul turc al anului: 2013